# Ichthyborus monodi
Ichthyborus monodi är en fiskart som först beskrevs av Pellegrin 1927.  Ichthyborus monodi ingår i släktet Ichthyborus och familjen Distichodontidae. IUCN kategoriserar arten globalt som livskraftig. Inga underarter finns listade i Catalogue of Life.